# Cristóbal Ascencio García
Mons. Cristóbal Ascencio García (* 25. března 1955, El Josefino de Allende) je mexický římskokatolický duchovní a biskup Apatzingánu.

## Život
Narodil se 25. března 1955 v El Josefino de Allende.
Po střední škole nastoupil do kněžského semináře v San Juan de los Lagos. Po studiu teologie a filosofie získal na Papežské univerzitě Gregoriana licenciát z kanonického práva. Dne 5. května 1984 byl biskupem Josém Lópezem Larou vysvěcen na jáhna a 4. května 1985 na kněze. Byl inkardinován do diecéze San Juan de los Lagos.
Po vysvěcení se stal farním vikářem farnosti San Nicolás de Tolentino v Mexticacánu a San Juan Bautista v San Juan de los Lagos. Dále působil jako formátor v menším semináři a farář farnosti Espíritu Santo. Zastával funkci prefekta a poté rektore vyššího semináře. Byl právníkem diecézního soudu.
Před jmenováním biskupem byl farářem San Francisco di Asís v Tepatitlánu.
Dne 17. listopadu 2014 jej papež František jmenoval biskupem Apatzingánu. Dne 12. února 2015 proběhlo biskupské svěcení. Hlavním světitelem byl arcibiskup Christophe Pierre a spolusvětiteli byli biskup Felipe Salazar Villagrana a biskup Enrique Sánchez Martínez.